# Google Allo
Google Allo — мобильное приложение для мгновенного обмена сообщениями, разработанное компанией Google. Allo было представлено на Google I/O 18 мая 2016 года наряду с Google Duo — мобильным видеочатом. Изначально запуск планировался летом 2016 года, но произошел 21 сентября 2016 года в США и во всём мире несколькими днями позже. Приложение доступно на платформах Android и iOS. 15 августа 2017 вышла веб-версия приложения. При регистрации приложение привязывается к телефонному номеру пользователя, также для использования Google Assistant используется привязка к аккаунту Google.
Перед запуском Google рекламировала в приложении строгую конфиденциальность, уделяя особое внимание сообщениям, хранящимся «временно и в неидентифицируемой форме». Однако при запуске конфиденциальность была значительно снижена: Google хранил журналы сообщений неопределенный срок (или до тех пор, пока пользователь не удалит сообщения), чтобы улучшить функцию «умного ответа» приложения.

## Особенности
Особенности Google Allo:

### Google Assistant
Пользователь может получать ответы на вопросы, искать информацию и покупать что-либо, не покидая разговор с собеседником либо воспользовавшись отдельным чатом. Для обращения к ассистенту достаточно написать в чат «@google» и свой запрос.
Также ассистент анализирует все сообщения в чате, предлагая пользователям связанные с ними запросы, компании и услуги. Магазин дополнительных сервисов встроен в чат-приложение.

### Умный ответ
Функция Умного ответа предлагает возможные ответы на сообщения собеседника, не требуя от пользователя набора каких-либо слов. Allo использует технологии машинного обучения Google, чтобы предложить ответ на последнее сообщение в стиле пользователя. Функция также анализирует изображения и сообщения, отправленные пользователю, чтобы предложить ответы.

### Рисунки
Пользователь может рисовать на фотографиях или добавлять к ним текст.

### Изменение размера шрифта
Приложение позволяет легко изменить (увеличить или уменьшить) размер шрифта в отправляемом сообщении, чтобы позволить выражать некоторые эмоции.

### Стикеры
Эксклюзивные наклейки, разработанные художниками разных стран мира. Система поиска стикеров встроена в приложение.

### Игры
Эксклюзивные игры, предоставленные игровыми разработчиками разных стран мира. Магазин игр встроен в чат-приложение.

### Режим инкогнито
Режим инкогнито — дополнительный опциональный режим, который включает в себя частные уведомления, временные чаты и end-to-end шифрование.

## Web
В отличие от Google Duo, у Allo существует веб-версия.

## Критика
Google Allo подвергся критике со стороны экспертов по вопросам безопасности и защитников частной жизни за то, что режим end-to-end шифрования выключен по умолчанию, что, по их утверждениям, оставляет приложение открытым для правительственного и корпоративного надзора. Эдвард Сноуден, осведомитель и бывший подрядчик АНБ, подверг критике приложение в своем Twitter'е, заявив, что «решение компании Google отключить шифрование end-to-end по умолчанию в своём новом чат-приложении Allo является опасным.» Thai Duong, соведущий команды безопасности продукта Google, писал в личном блоге, что он будет настаивать на добавлении настройки, которая позволит пользователям иметь шифрование на все время, но позже он отказался от заявления.
Google будет сохранять историю переписки на собственных серверах.

## Закрытие проекта
12 марта 2019 года проект был закрыт.